# Oribi
De oribi (Ourebia ourebi) is een middelgroot Afrikaans hoefdier, behorende tot de echte antilopen (Antilopinae). Het is de enige soort uit het geslacht Ourebia.

## Kenmerken
De oribi is een middelgrote, slanke antilopesoort. Het heeft een lange nek en poten en een korte staart. De achterzijde is rond en iets hoger dan de voorzijde. De oren zijn middelgroot en lopen in een punt. Bijzonder voor deze soort is de ronde zwarte vlek aan de basis van het oor. Dit is een geurklier. Verder heeft een oribi geurklieren tussen de hoeven, in de lies, onder het oog en onder de knieën en enkels. Met de afscheiding uit deze klieren wordt het territorium mee afgebakend.
De vacht is fijn en zijdeachtig. De kleur van de vacht is rossig tot gelig zandbruin aan de bovenzijde en wit aan de onderzijde. Ook de keel, mond en de wenkbrauwen zijn wit. Het staartje heeft een zwarte punt. Op de knieën zitten pluimpjes van iets langer haar. Enkel het mannetje heeft hoorns. Deze hoorns zijn van onder geringd en krommen licht naar achter. Een hoorn wordt 8 tot 19 centimeter lang.
De oribi heeft een kop-romplengte van 92 tot 140 centimeter, een schofthoogte van 50 tot 67 centimeter en een lichaamsgewicht van 12 tot 22 kilogram. De staart is zes tot vijftien centimeter lang. Vrouwtjes worden groter dan mannetjes, en wegen gemiddeld twee kilogram meer.

## Verspreiding en leefgebied
De oribi leeft op de open graslanden van West-, Oost-, Zuidoost- en Zuidwest-Afrika. Hij kan op grote hoogte overleven: 3000 meter is niet ongebruikelijk. Hij heeft een voorkeur voor vlakke en lichtglooiende grasvlakten, die open worden gehouden door seizoensgebonden branden, zware begrazing, termieten of voedselarme grond. De soort is vooral algemeen in gebieden met grote kudden hoefdieren, waar ook de predatiedruk minder groot is.

## Leefwijze
De oribi leeft voornamelijk van korte, groene grassen, aangevuld met kruiden, bladeren en landbouwgewassen. Ook heeft het dier mineraalrijke likstenen nodig. De oribi is de gehele dag door actief. Op hete middagen of bij hevige neerslag zal een oribi minder actief zijn en een schuilplaats gaan opzoeken. In sommige gebieden hebben ze de voorkeur om 's nachts te grazen, voornamelijk bij volle maan. Hij rust verscholen in hoog gras of struikgewas.
De oribi leeft voornamelijk in paarverband. Een paartje kan enkele jaren stand houden. Het mannetje is territoriaal. Hij markeert het territorium met zijn geurklieren en mest, en doorkruist dagelijks zijn eigen territorium. Zowel het mannetje als het vrouwtje dulden geen andere volwassen oribi's van hetzelfde geslacht in het territorium, maar vrouwtjes tolereren over het algemeen volwassen vrouwelijke nakomelingen. Alle bewoners van een territorium (dominant mannetje, vrouwtje met haar vrouwelijke nakomelingen en hun jongen) wisselen geuren uit tijdens speciale "mestceremonieën". Een vrouwtje zonder partner heeft geen territorium en kan zich vrij bewegen. Bij gevaar slaakt de oribi een luid fluitend geluid en maakt hij sprongen in de lucht, waarbij de poten stijf omlaag worden gehouden.

## Voortplanting
Na een draagtijd van zeven maanden wordt één enkel kalf geboren. Een pasgeboren kalf blijft de eerste drie of vier dagen verborgen tussen het hoge gras. Hierna volgt een periode van ongeveer een maand, waarin het kalf meer en meer zijn moeder zal vergezellen. Het kalf groeit snel, en het is na drie tot vier maanden volgroeid. Rond die tijd wordt het jong ook gespeend. Een oribi kan tot veertien jaar oud worden.